# Portada/efemèride gener 14
El doctor Schweitzer
« 13 de gener · 14 de gener · 15 de gener »